# Sebestyén Gergely
Zetelaki Sebestyén Gergely (Zetelaka, 1803. augusztus 22. – Borszék, 1868. augusztus 19.) jogi doktor, ítélőmester. Sebestyén Mihály kúriai bíró apja.

## Élete
Középiskolai tanulmányait a székelyudvarhelyi gimnáziumban, a jogiakat a pesti egyetemen végezte. 1830. július 2-án tett doktorátust; nyomban rá az Erdélyi Római Katolikus Státus kolozsvári jogi líceumához a magyar közjog, valamint az erdélyi magán- és büntetőjog rendes tanárának nevezték ki, ahol helyettes igazgatója is volt a líceumnak 1849-ben történt megszűntéig. Ezen idő alatt mint Kolozs vármegyei földbirtokos, úgy ezen vármegye, valamint Udvarhelyszék táblabírói tisztét is viselte. Tanárkodása ideje alatt a helyhatóságok és testületek szabályrendeleteinek összegyűjtésében úttörő volt és e részben felette becses adatokkal járult a későbbi kutatásokhoz.
A szabadságharc alatt a Kolozs vármegye által kihirdetett rögtönítélő bíróságnál bíráskodott; az azutáni években pedig a bírói pályára lépett, és mint az Erdélyben fennállott főtörvényszék bírája helyeztetett át 1861-ben az alkotmány alapján Marosvásárhelyen ismét felállított erdélyi királyi ítélőtáblához; de 1865-ben súlyos betegeskedése miatt mint királyi ítélőtáblai itélőmester nyugalomba vonult. Meghalt 1868. augusztus 19-én a borszéki fürdőn.
Értekezése: De juribus municipalibus Inclitae Nationis Siculicae, 1830